# Liz Vassey
 (août 2011).
Si vous disposez d'ouvrages ou d'articles de référence ou si vous connaissez des sites web de qualité traitant du thème abordé ici, merci de compléter l'article en donnant les références utiles à sa vérifiabilité et en les liant à la section « Notes et références ».
Liz Vassey est une actrice américaine, née le 9 août 1972 à Raleigh en Caroline du Nord.

## Biographie
Liz Vassey naît le 9 août 1972 à Raleigh, en Caroline du Nord.
En 1989, elle apparaît à la télévision dans le soap opera La Force du destin, où elle interprète  Emily Ann Sago jusqu'en 1991.
En 2004, elle tient le rôle récurrent de Carrie Allen dans la série Tru Calling pendant un an, et apparaît dans plusieurs épisodes de la série Mon oncle Charlie.
En 2005, elle interprète Wendy Simms dans la série Les Experts. À partir de la dixième saison, elle est promue et devient membre de la distribution régulière de la série, apparaissant dans le générique du début de la série, jusqu'en 2010.
Depuis 2004, elle est en couple avec David Emmerichs[réf. nécessaire].

## Filmographie

### Longs métrages
- 1993 : Calendar Girl de John Whitesell : Sylvia
- 1995 : Pig Sty de[Qui ?] : Tess Galaway
- 2001 : À la poursuite du bonheur (Pursuit of Happiness) de John Putch : Renee
- 2005 : Garde rapprochée (Man of the House) de Stephen Herek : Maggie Swanson
- 2012 : Last Hours of Suburbia de John Stimpson : Ann

### Court métrage
- 2000:  9mm of Love de Robert Duncan McNeill : Julia

### Téléfilms
- 1993 : Requiem pour une illusion (Love, Lies and Lullabies) de Rod Hardy : Chloé
- 1994 : Sauvés par le gong : Mariage à Las Vegas (Saved by the Bell: Wedding in Las Vegas) de Jeff Melman : Carla
- 1995 : Les Aventures de Capitaine Zoom (The Adventures of Captain Zoom) de Max Tash : Princesse Tyra
- 2001 : Life with David J de[Qui ?]
- 2002 : Dragans of New York de James Hayman
- 2003 : The Partners de Marc Buckland : Christine Ryder
- 2004 : Nikki and Nora de[Qui ?] : Nikki
- 2005 : Cooked de David Steinberg : Dakota
- 2005 : 20 Things to Do Before You're 30 de[Qui ?]
- 2007 : The Cure de Danny Cannon
- 2012 : Pour l'honneur de ma fille (Sexting in Suburbia) de John Stimpson : Rachel Van Cleve
- 2019 : Riley Parra: Better Angels de Christin Baker : Gillian Hunt

### Séries télévisées
- 1989 : Superboy : une étudiante (saison 1, épisode 17 : Birdwoman of the Swamps)
- 1989 : Still the Beaver : Candy (3 épisodes)
- 1989-1992 : La Force du destin (All My Children) : Emily Ann Martin Sago (25 épisodes)
- 1991 : Code Quantum (Quantum Leap) : Paula Fletcher (saison 4, épisode 6 : Raped - June 20, 1980)
- 1992 : Star Trek : La Nouvelle Génération (Star Trek: The Next Generation)  : Kristin (saison 5, épisode 14 : Conundrum)
- 1992 : Walter & Emily : Maggie (saison 1, épisode 13 : Sis)
- 1992 : La loi est la loi (Jake and the Fatman) : Dina Rowen (saison 5, épisode 16 : There'll Be Some Changes Made)
- 1992 : Beverly Hills 90210 (Beverly Hills, 90210) : Marcie Sainte-Claire (saison 2, épisode 24 : The Pit and the Pendulum)
- 1992 : Grapevine : Janice (saison 1, épisode : The Janice and Brian Story)
- 1992 : Parker Lewis ne perd jamais (Parker Lewis Can't Lose) : Mary (saison 3, épisode 4 : Summer of '92)
- 1992 : Mariés, deux enfants (Married… with Children) : Lorraine (saison 7, épisode 2 : T-R-A Something, Something Spells Tramp)
- 1992 : Herman's Head : Rebecca Woods (saison 2, épisode 2 : Sperm 'n' Herman)
- 1992 : Murphy Brown : Amy Madrid (saison 5, épisode 7 : A Year to Remember)
- 1993 : Code Quantum (Quantum Leap) : Barbara Whitmore (saison 5, épisode 18 : Goodbye Norma Jean - April 4, 1960)
- 1993 : Enquête privée (Bodies of Evidence) : Jane Rice (saison 2, épisode 5 : Shadows)
- 1993 : Danger Theatre : Lexie (saison 1, épisode 4 : Go Ahead, Fry Me)
- 1993 : Les Secrets de Lake Success (The Secrets of Lake Success) : Suzy Atkins (3 épisodes)
- 1993 : Arabesque (Murder, She Wrote) : Monica Evers / Candace Bennett (2 épisodes)
- 1994 : New York Café : Stephanie (saison 2, épisode 15 : I've Got a Crush on You)
- 1994 : Wings : Courtney(saison 5, épisode 16 : Hey, Nineteen)
- 1994 : Diagnostic : Meurtre (Diagnosis Murder) : Ilene Bennett (saison 1, épisode 17 : Shaker)
- 1994 : Urgences (ER) : Liz (4 épisodes)
- 1995 : Pig Sty : Tess Galaway (13 épisodes)
- 1995-1997 : Salut les frangins (Brotherly Love) : Louise Davis (40 épisodes)
- 1995 : Dream On : Christine Copeland (saison 6, épisode 6 : Beam Me Up, Dr. Spock)
- 1997 : Demain à la une (Early Edition) : Mona, la serveuse (saison 2, épisode 1 : Home)
- 1997 : Papa bricole (Home Improvement) : Donna (saison 7, épisode 10 : The Dating Game)
- 1998 : Maximum Bob : Kathy Baker (7 épisodes)
- 1998 : Fantasy Island : Brenda (saison 1, épisode 6 : Estrogen)
- 1999 : Dawson (Dawson's Creek) : Wendy Dalrymple (saison 3, épisode 7 : Escape from Witch Island)
- 2000 : Dharma et Greg (Dharma and Greg) : Kim (saison 3, épisode 13 : Drop Dead Gorgeous)
- 2001-2002 : The Tick : Capitaine Liberty (voix, 9 épisodes)
- 2002 : Push, Nevada : Dawn F. Mitchell (6 épisodes)
- 2003 : Veritas: The Quest : Bella Nicholson (saison 1, épisode 3 : Skulls)
- 2003 : Mon oncle Charlie (Two and a Half Men) : Kate (saison 1, épisode 5 : The Last Thing You Want Is to Wind Up with a Hump)
- 2005 : Tru Calling : Compte à rebours (Tru Calling) : Dr Carrie Allen (6 épisodes)
- 2005-2010 : Les Experts (CSI: Crime Scene Investigation) : Wendy Simms (77 épisodes)
- 2008 : Dr. Horrible's Sing-Along Blog : Fury Leika (mini-série, épisode 3 : Act III)
- 2008-2009 : 3Way : Mikki Majors (4 épisodes)
- 2011 : Castle : Monica Wyatt (saison 3, épisode 20 : Slice of Death)
- 2011 : 9ine : Andrea Valente (8 épisodes)
- 2010-2011 : Mon oncle Charlie (Two and a Half Men) : Michelle (3 épisodes)
- 2011-2012 : La Diva du divan (Necessary Roughness) : Gabrielle Pittman (3 épisodes)
- 2014 : Nikki & Nora: The N&N Files : Nikki Beaumont (7 épisodes)
- 2017-2018 : Riley Parra : Dr Gillian Hunt (12 épisodes)
- 2019 : The Tick : Lobstercules (4 épisodes)

## Distinctions
Sauf indication contraire, les informations mentionnées dans cette section peuvent être confirmées par la base de données cinématographiques IMDb,  présente dans la section « Liens externes ».
Nominations
- Daytime Emmy Awards 1990 : meilleure jeune actrice dans une série télévisée dramatique La Force du destin
- Daytime Emmy Awards 2019 : Meilleure actrice dans une websérie dramatique Riley Parra